# Chrysopilus alpicola
Chrysopilus alpicola är en tvåvingeart som först beskrevs av Pokorny 1886.  Chrysopilus alpicola ingår i släktet Chrysopilus och familjen snäppflugor. Inga underarter finns listade i Catalogue of Life.